# Cantón La Joya de los Sachas
La Joya de los Sachas, cantón localizado en la provincia de Orellana, en la amazonia Ecuatoriana, su cabecera cantonal es La Joya de los Sachas, también conocida como Sacha o Sacha 7, es conocida así debido al primer pozo petrolero Sacha 7. Sacha en idioma nativo significa selva o selva virgen.
La Joya de los Sachas es la segunda ciudad más grande de la provincia de Orellana.
El Cantón La Joya de Los Sachas, tiene una superficie aproximada de 1.197,23 km² (0,5% del territorio nacional). Su población alcanza aproximadamente a 40.512 habitantes, distribuidos mayoritariamente en el área rural (69,46%) , tiene una tasa de crecimiento anual de 3.94%. La población cantonal representa el 28% del total de habitantes de la provincia de Orellana. La estructura poblacional se encuentra formada tanto por colonos provenientes de varias provincias, así como por indígenas de la región Amazónica, destacándose la nacionalidad Kichwa.
El Cantón La Joya de Los Sachas, posee un clima cálido - húmedo.
Se caracteriza porque en sus parroquias y comunidades existen espacios naturales en los que sobresalen las cascadas, los lagos, las lagunas, los ríos, los esteros y los balnearios, así como representaciones étnicas y culturales que constituyen un atractivo turístico de gran importancia.
Los centros Selva Aventura, Yakuruna, Macareña, Las perlas.internacional Majagua, Amarum Yaya y Valladolid -son lugares que impulsan al turismo hacia la zona selvática. Están ubicados en este rincón amazónico, conocido como La Joya Hermosa de la Amazonía, perteneciente a uno de los cuatro cantones de la provincia de Orellana.

## Parroquias
El cantón se divide en parroquias urbanas y rurales, 8 de las 9 parroquias son rurales.
Parroquias Urbanas
- La Joya de los Sachas

Parroquias Rurales
- San Sebastián del Coca
- Pompeya
- Enokanqui
- San Carlos
- Unión Milagreña
- Lago San Pedro
- Rumipamba
- Tres de Noviembre